# Roberto Yburán
Roberto Yburán (Cebu, 7 giugno 1935) è un ex cestista filippino.

## Carriera
Con le Filippine ha disputato i Mondiali 1959 e le Olimpiadi 1960.